# R-Type II
R-Type II es un videojuego de género matamarcianos con scroll horizontal originalmente desarrollado y publicado para arcades por Irem en 1989. Es el segundo juego de la serie R-Type.